# Various
Various (estilizado como VarioUS) es el tercer EP del grupo femenino de Corea del Sur Viviz. Fue lanzado por BPM Entertainment el 31 de enero de 2023 y distribuido por Kakao Entertainment. El álbum contiene seis pistas, incluido su sencillo principal titulado «Pull Up».

## Antecedentes y lanzamiento
El 5 de enero de 2023 a través de los medios de comunicación se  anunció su regreso para finales de enero. Según su agencia, han filmado recientemente un video musical para una nueva canción.
El 9 de enero de 2023 BPM Entertainment publicó un video anunciando su regreso y el lanzamiento de su tercer álbum EP, titulado Various, el 31 de enero. Este nuevo álbum llega seis meses después del lanzamiento de su segundo segundo álbum EP, Summer Vibe, en julio de 2022. El video muestra el logotipo del álbum cambiando a diferentes tipografías, generando expectativas sobre los diferentes conceptos que se presentarán a través de este álbum. Además, se menciona el título del álbum y la fecha de lanzamiento. En el título del álbum, 'US' está escrita en mayúsculas, lo que ha despertado la curiosidad de los fans.

## Lista  de canciones
| CD / Descarga digital |                        |                                                  |                                                |                    |          |  |
| N.º                   | Título                 | Letras                                           | Música                                         | Arreglos           | Duración |  |
| 1.                    | «Pull Up»              | Lee Da Eul(153/Joombas), Ellie Suh (153/Joombas) | Dave Villa, Maddy Simmen                       | Dave Villa         | 2:55     |  |
| 2.                    | «Blue Clue»            | C'SA                                             | C'SA,De view, Wonder.B                         | De view, Wonder.B  | 3:16     |  |
| 3.                    | «Love or Die»          | Ellie Suh (153/Joombas), Liljune (153/Joombas)   | Charli Taft, Daniel "Obi" Klein, Andreas Oberg | Daniel "Obi" Klein | 3:39     |  |
| 4.                    | «Vanilla Sugar Killer» | Moon Sulli                                       | Shin Kyung, Eva Louhivuori, Niko Salmela       | Shin Kyung         | 3:17     |  |
| 5.                    | «Overdrive»            | Moon Sulli                                       | FLUM3N, Maris Marcus, Will!                    | FLUM3N, Will!      | 3:31     |  |
| 6.                    | «So Special»           | Jiwon(153/Joombas)                               | Frederik Carstens, Celine Svanbäck             | Frederik Carstens  | 3:19     |  |
| 19:57                 |                        |                                                  |                                                |                    |          |  |

## Posicionamiento en listas
| \| Lista (2023) \| Mejor posición \| \| ------------------------- \| -------------- \| \| Corea del Sur (Circle)[5] \| 4 \| \| Japón (Oricon)[6] \| 40 \| |                |
| Lista (2023) | Mejor posición |
| Corea del Sur (Circle) | 4              |
| Japón (Oricon) | 40             |

## Historial de lanzamiento
| País          | Fecha               | Formato                         | Sello                                  |
| ------------- | ------------------- | ------------------------------- | -------------------------------------- |
| Corea del Sur | 31 de enero de 2023 | CD, descarga digital, streaming | BPM Entertainment, Kakao Entertainment |